# Cryptopontius gracilis
Cryptopontius gracilis är en kräftdjursart som beskrevs av C. B. Wilson 1932. Cryptopontius gracilis ingår i släktet Cryptopontius och familjen Artotrogidae. Inga underarter finns listade i Catalogue of Life.